# Ла Валле-Пуссен, Этьен де
Этьен де ла Валле-Пуссен, Этьен Делавалле-Пуссен (фр. Étienne de La Vallée Poussin; 12 июля 1735, Руан — 18 ноября 1802, Париж) — французский живописец исторического жанра академического направления, а также рисовальщик-портретист, орнаменталист и художник-декоратор интерьера.

## Биография
Этьен был родственником по материнской линии выдающегося художника Никола Пуссена, в честь которого взял себе двойную фамилию. Он родился в Руане, там же посещал Школу изящных искусств под руководством Жана-Батиста Декана и быстро продвигался в учёбе. После того как Этьен трижды стал одним из лучших учеников школы, он отправился в Париж, чтобы совершенствовать своё искусство. Принятый в мастерскую первого живописца короля (Рremier peintre du roi) Жана-Батиста Мари Пьера, он в 1759 году выиграл Римскую премию, что позволило ему поехать в Италию и заниматься во Французской академии в Риме.
Ла Валле-Пуссен много лет провёл в Риме, там он был принят в Мальтийский орден со званием «Кавалер Донато» (Cavalier Donato). В Риме он также стал членом Академии Аркадии. По возвращении во Францию за картину «Возвращение молодого Товии и его встреча с матерью и отцом» в 1789 году Этьен де ла Валле-Пуссен был принят в академики Королевской академии живописи и скульптуры. Скончался в Париже.

## Галерея

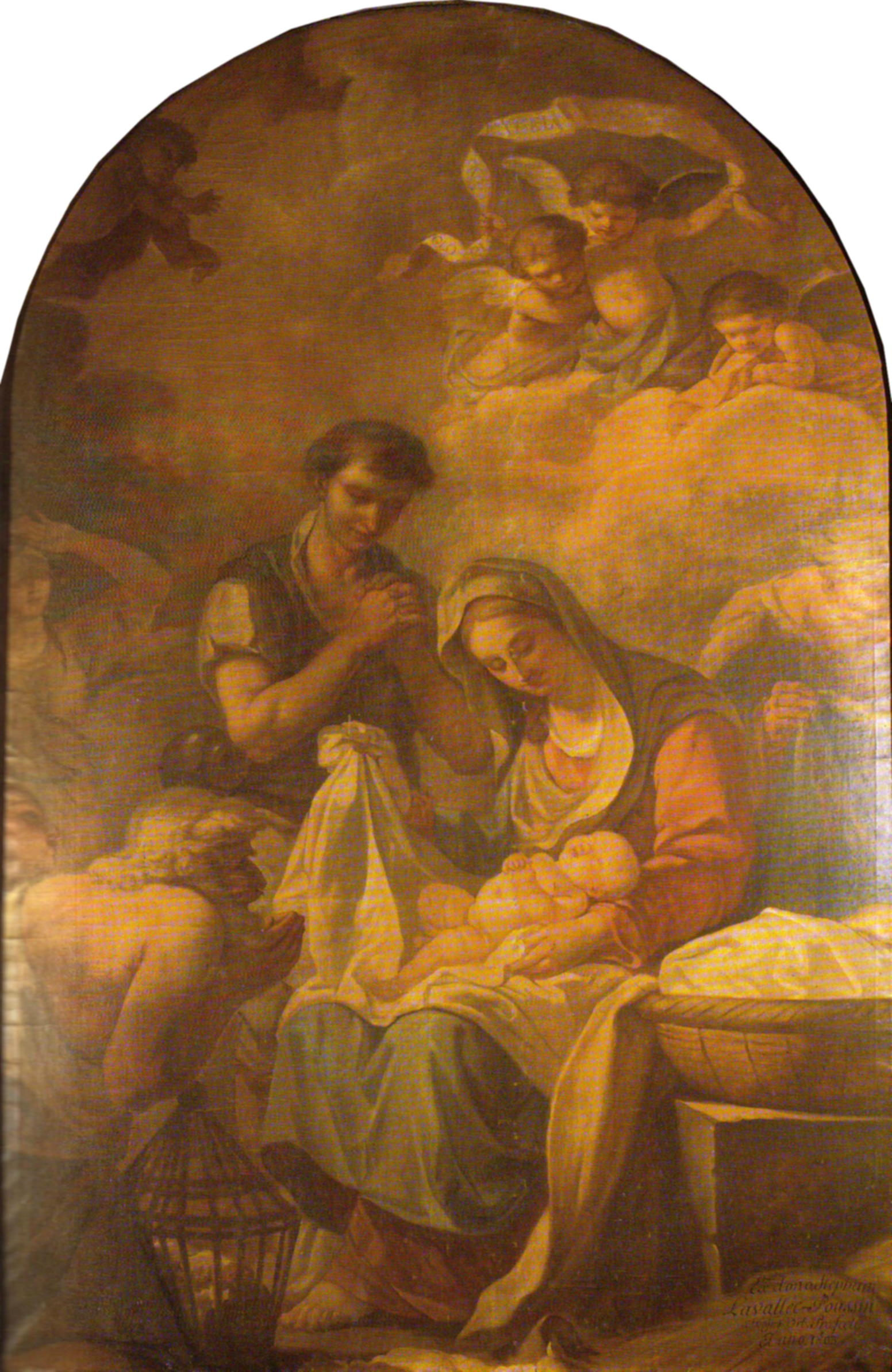
Поклонение пастухов. 1780-е. Холст, масло. Собор Нотр-Дам, Пуасси
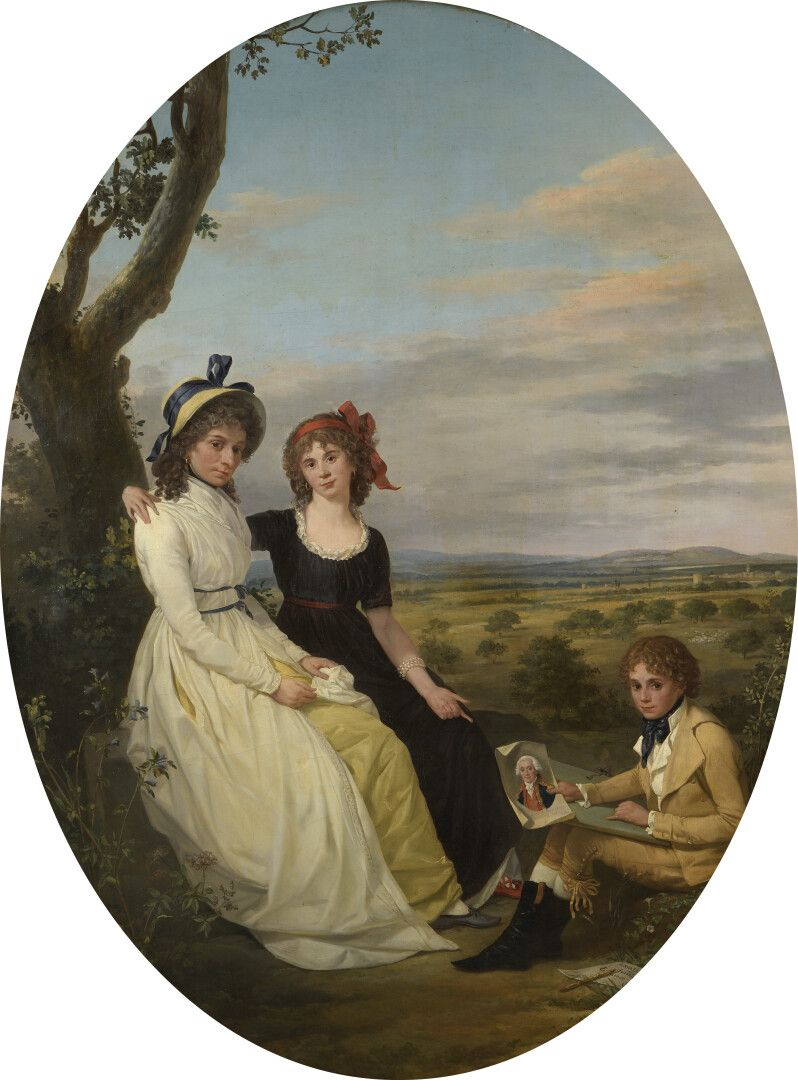
Портрет семьи Эреманс де Бофор. 1798. Холст, масло. Частное собрание
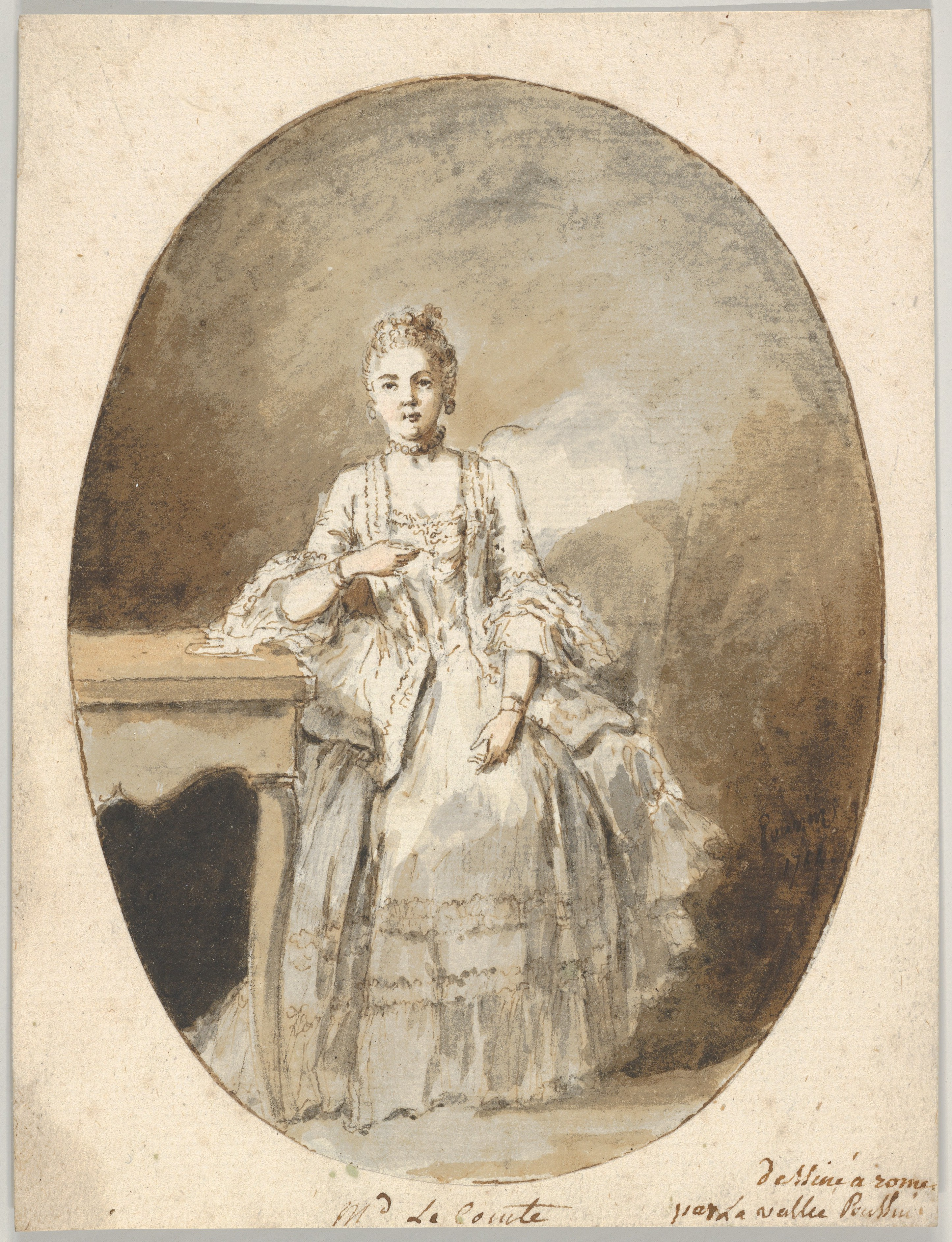
Портрет Маргериты ле Конт. 1764. Бумага, карандаш, перо, кисть, тушь. Метрополитен-музей, Нью-Йорк
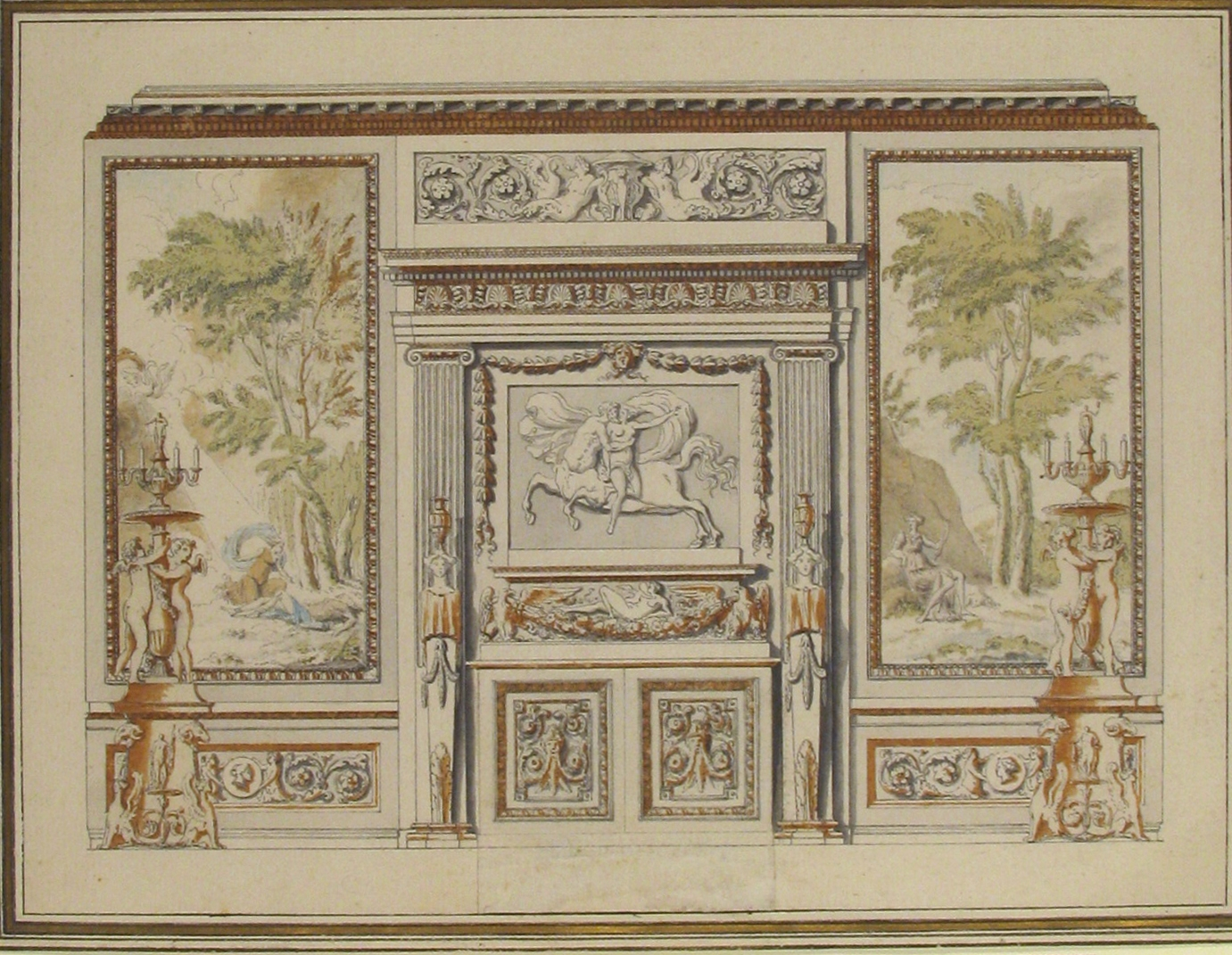
Проект оформления стены интерьера. 1770-е. Бумага, перо, кисть, тушь, акварель. Метрополитен-музей, Нью-Йорк
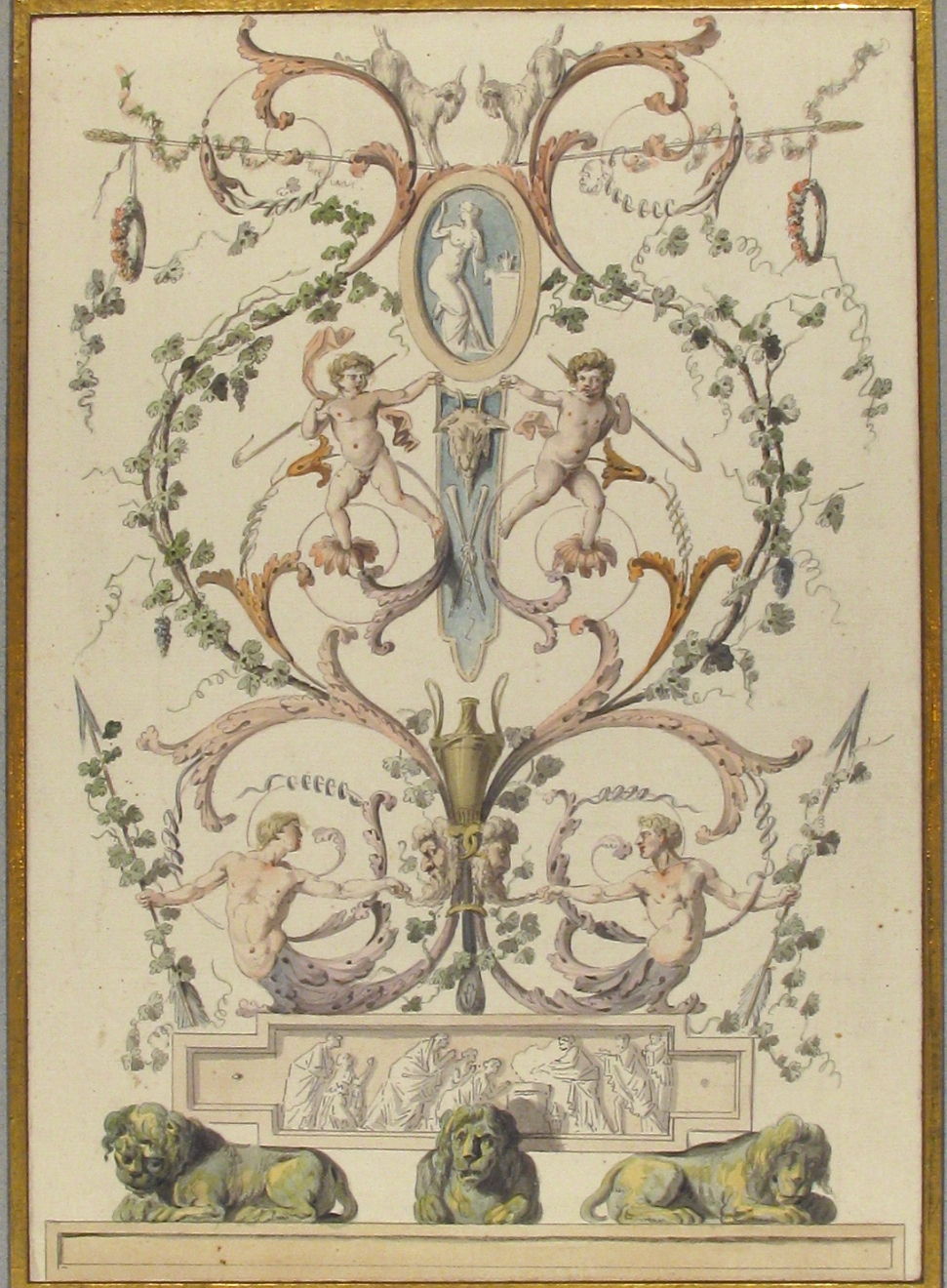
Орнамент-гротеск. 1780-е. Бумага, перо, кисть, тушь, акварель. Метрополитен-музей, Нью-Йорк
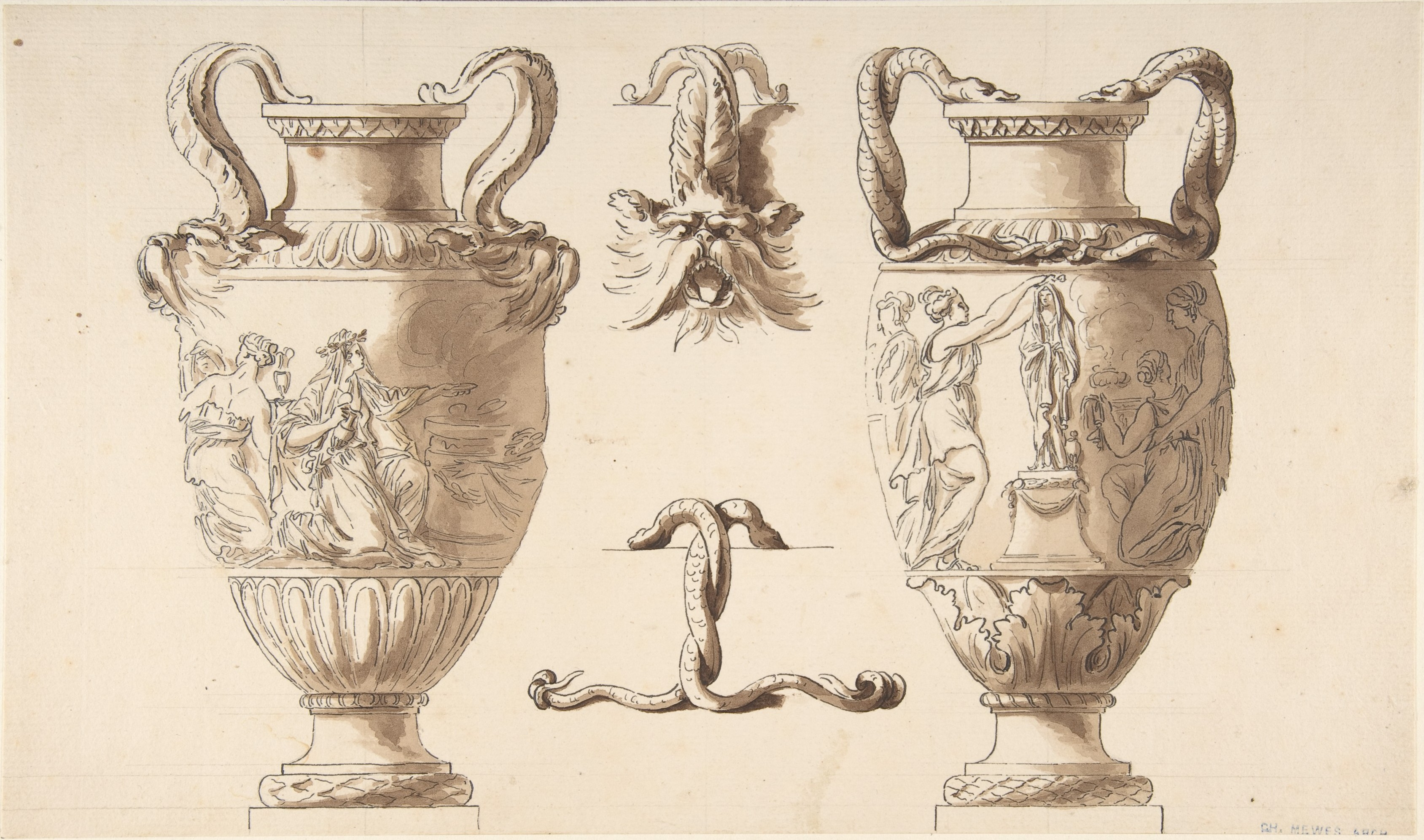
Две урны. Бумага, перо, кисть, тушь. Метрополитен-музей, Нью-Йорк
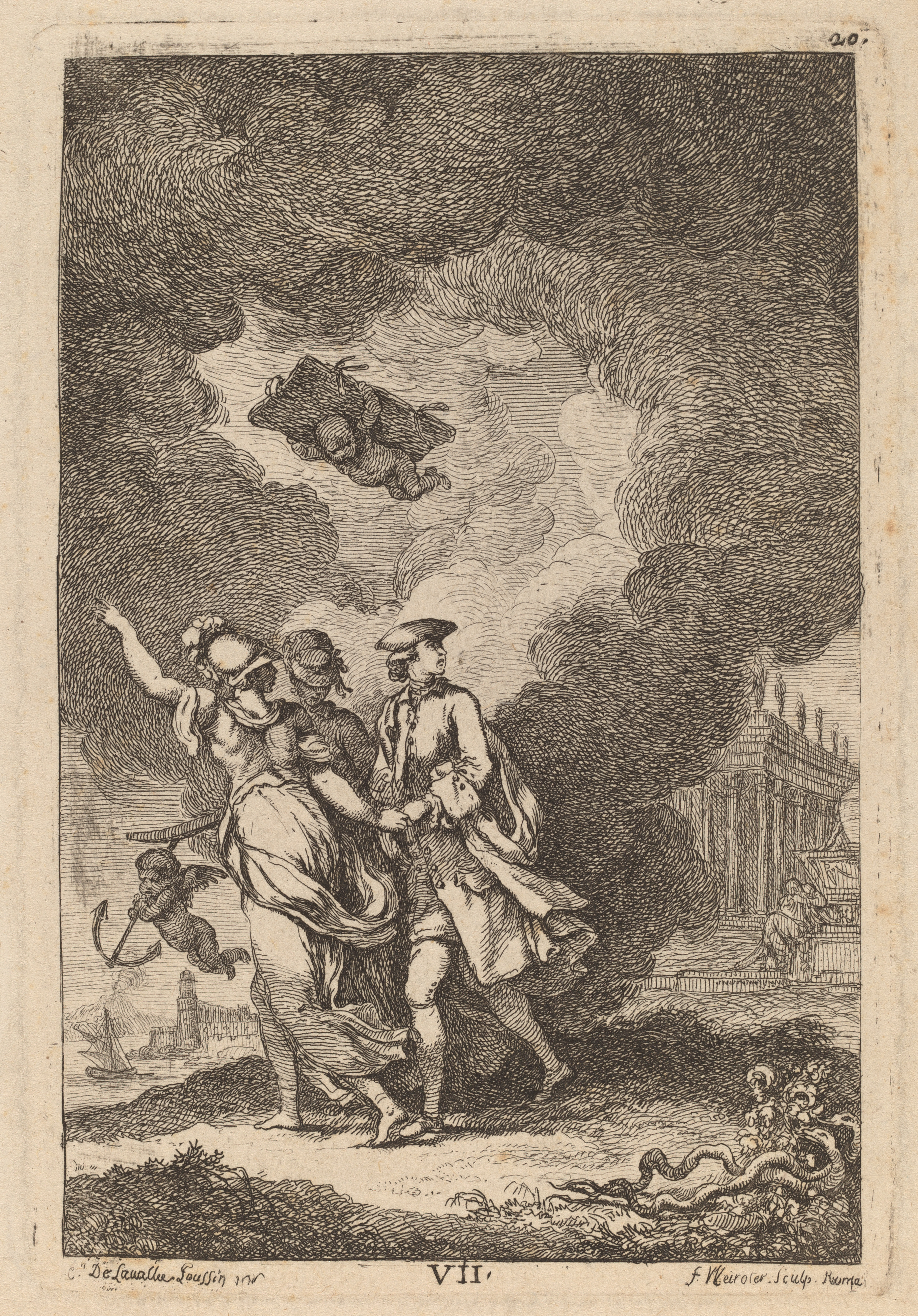
На пути в Рим. 1764. Офорт. Национальная галерея искусства, Вашингтон